# Matematický klokan
Matematický klokan je mezinárodně koordinovaná matematická soutěž původem z Austrálie, která se v současnosti organizuje cca ve 110 zemích světa. Mezinárodní záštitu a koordinaci zajišťuje Association Kangourou sans Frontières se sídlem v Paříži. V České republice je vyhlašovatelem a organizátorem soutěže Jednota českých matematiků a fyziků. Odborným garantem soutěže v ČR je Univerzita Palackého v Olomouci zastoupená Katedrou matematiky Pedagogické fakulty UP a Katedrou algebry a geometrie Přírodovědecké fakulty UP. Organizátorem soutěže je na republikové úrovni Výbor Matematického klokana a na nižších úrovních zejména krajští, okresní a školní důvěrníci.

## Organizace

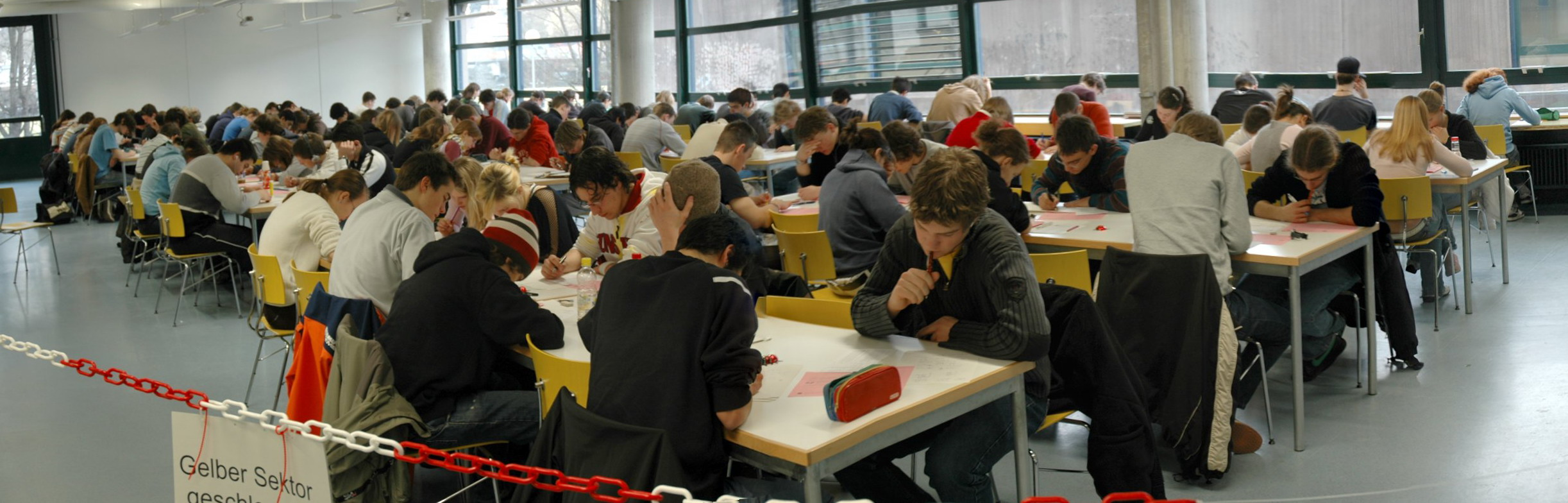
Matematický klokan v Německu v roce 2006

Soutěž se nedělí na kola, žáci základních a středních škol, pro které je určena, ji absolvují v jeden den.
Soutěžící se dělí do šesti kategorií, zařazení je dáno věkem:
- Cvrček (2. – 3. třída ZŠ)
- Klokánek (4. – 5. třída ZŠ)
- Benjamín (6. – 7. třída ZŠ)
- Kadet (8. – 9. třída ZŠ)
- Junior (1. – 2. ročník SŠ)
- Student (3. – 4. ročník SŠ)

V kategorii Cvrček je na řešení vyhrazeno 45 minut čistého času, v kategoriích Klokánek, Benjamín a Kadet je na řešení vyhrazeno 60 minut a v kategoriích Junior a Student 75 minut. Řeší se sada 24 úloh (u Cvrčka jen 18 úloh), u každé z nich je nabídnuto pět možností (u Cvrčka 4 možnosti). Žák tedy jako výsledek zapíše sérii písmen (A – E) označující řešení jednotlivých zadání. Úlohy jsou zaměřeny na logickou i matematickou úvahu.

### Hodnocení
Celkem je možno získat 120 bodů (u Cvrčka jen 90). Úlohy jsou rozděleny do třech kategorií po 8 příkladech. V první části jsou příklady za 3 body, v druhé za 4 a v třetí za 5 bodů. Za nesprávnou odpověď se strhává 1 bod. Na začátku má soutěžící přidělených 24 bodů (u Cvrčka 18 bodů), takže se nemůže dostat do minusu.
Vyhodnocení (a tvorba výsledkových listin) probíhá jak na úrovni jednotlivých škol, tak v okresu, kraji a na celorepublikové úrovni.